# Stazione di Aquino-Castrocielo-Pontecorvo
La stazione di Aquino-Castrocielo-Pontecorvo era una fermata ferroviaria, in passato stazione, a servizio dei comuni di Aquino, Castrocielo e Pontecorvo, in esercizio fino alla fine del 2000.

## Storia
La stazione di Aquino venne inaugurata il 25 febbraio 1863 in corrispondenza del chilometro 125+795 da Roma insieme al tratto di linea da Ceprano a Tora e Piccilli.
Negli anni '90, vista la scarsità di traffico merci e viaggiatori, diminuito a causa dell'incremento del trasporto su gomma, si decise di sopprimere lo scalo merci e di declassare l'impianto a semplice fermata.
Rimase in esercizio fino al 15 ottobre del 2000 quando questa e la stazione di Piedimonte San Germano-Villa Santa Lucia vennero sostituite dal nuovo impianto. Risultava inoltre già impresenziata a fine anni '90, con altre sei stazioni nel tratto tra Roma e Caserta. In seguito il fabbricato viaggiatori venne recuperato dalla Protezione Civile e ora ospita la loro sede.

## Strutture e impianti
La fermata, posta a 2 km dal centro abitato, era composta di un fabbricato viaggiatori - avente anche funzione di casa cantoniera - dove aveva sede la dirigenza del movimento e ospitante la biglietteria a sportello, chiusa dagli anni '90, un fabbricato posto lato Roma per i servizi igienici e di uno scalo merci avente un magazzino e piano caricatore. Disponeva complessivamente di quattro binari, due passanti per il servizio viaggiatori entrambi serviti da banchine e altri due al servizio dello scalo merci.
Dopo la soppressione il fabbricato viaggiatori venne chiuso e gli accessi coperti da grate in ferro, le banchine rimasero intatte ma in stato di abbandono.

## Movimento
La fermata era interessata da un discreto traffico viaggiatori e originariamente merci, questo calante verso la fine dell'esercizio.

## Servizi
La fermata, prima della soppressione, offriva i seguenti servizi:
- Biglietteria a sportello
- Sala d'attesa
- Deposito bagagli con personale
- Servizi igienici

In aggiunta, aveva un parcheggio antistante il fabbricato viaggiatori e disponeva di annuncio sonoro per l'arrivo dei treni.

## Interscambi
La fermata, prima della chiusura, permetteva i seguenti interscambi:
- Fermata autobus